# Działy, Warmińsko-Mazurskie
Działy [ˈd͡ʑawɨ] (tiếng Đức: Albertshof)  là một khu định cư ở quận hành chính của Gmina Braniewo, trong huyệnBraniewski, Warmińsko-Mazurskie, ở miền bắc Ba Lan, gần biên giới với Kaliningrad của Nga. Nó nằm khoảng 4 kilômét (2 mi)  phía tây nam Braniewo và 80 km (50 mi) phía tây bắc của thủ đô khu vực Olsztyn.
Khu định cư có dân số là 1.